# Grabovica Gornja
Grabovica Gornja es un pueblo ubicado en el municipio de Tuzla, Tuzla Lado, Bosnia y Herzegovina.

## Demografía
Según el censo de 2013, su población era de 327 habitantes.
| Etnicidad       | Número | Porcentaje |
| --------------- | ------ | ---------- |
| Croatas         | 303    | 92.7%      |
| Bosniaks        | 17     | 5.2%       |
| Serbs           | 3      | 0.9%       |
| Otro/undeclared | 4      | 1.2%       |
| Total           | 327    | 100%       |